# هروج (یمن)
 هروج  به عربی ( الهُرُوج  )، روستای است در عزلهٔ (عزلة الأئلاء)، در ناحیهٔ (عنس السلامة)، از توایع استان ذَمار در کشور یمن در شبه جزیره عربستان است. 
جمعیت آن ۶۵۸ نفر (۲۴ خانوار) می‌باشد.
این روستا در جنوب شرقی (جبل الآسی) واقع شده‌است.